# Coupe d'Or (automobile)

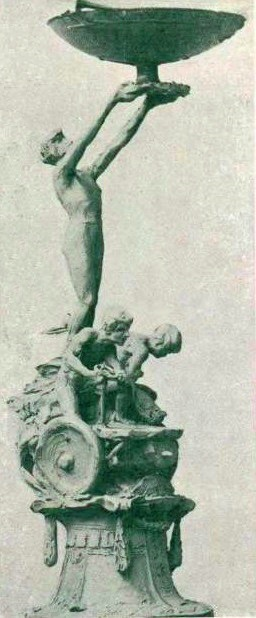
La Coupe d'Or.

La Coupe d'Or, ou Coupe de Milan, était une randonnée sportive pour voitures de tourisme de série organisée en mai 1906 par l'Automobile Club  de Milan, sur près de 4000 kilomètres à travers l'Italie (3935 très exactement), du 14 au 24 du mois.

## Historique

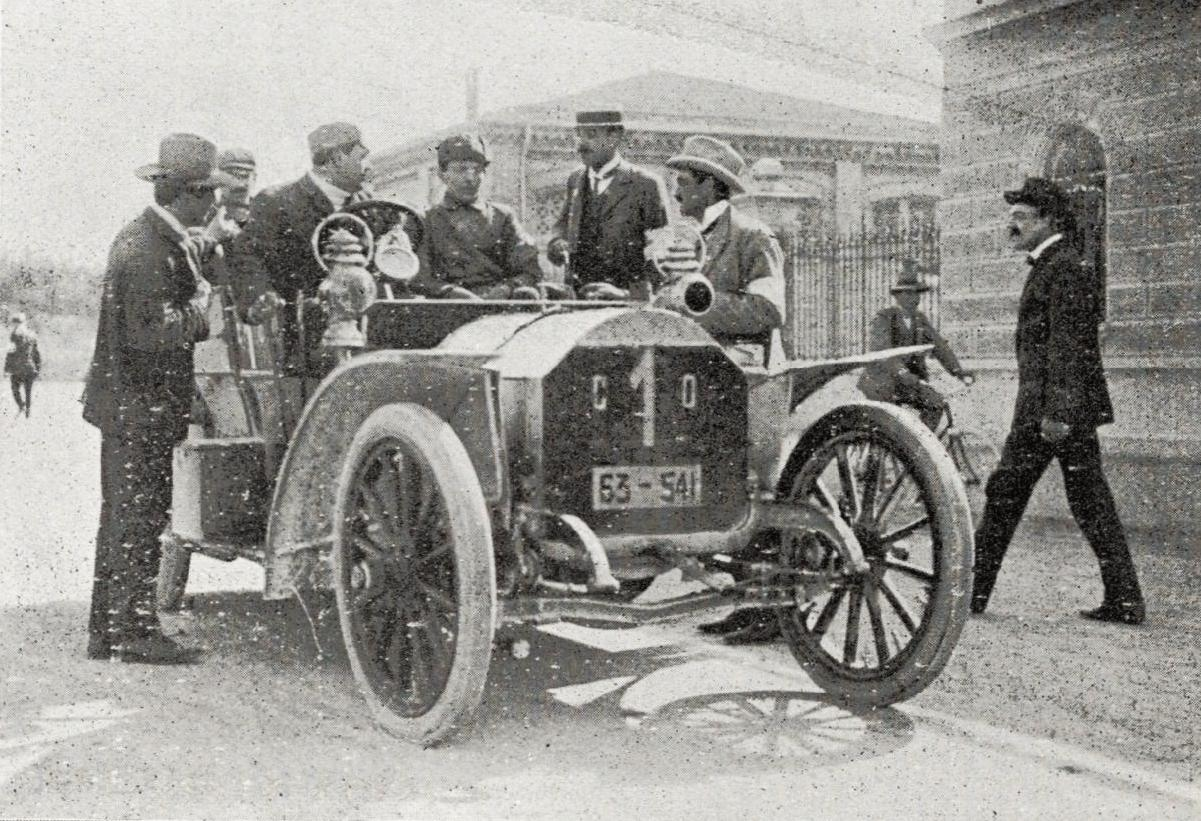
Vincenzo Lancia vainqueur de la Coupe d'Or le 24 mai 1906, sur F.I.A.T 24-40 hp à Milan.

L'épreuve est imaginée en début d'année par MM. Guastalla et Weillschott et très richement dotée, pour 120 000 francs (de l'époque) de prix en espèces; son tracé traverse toute l'Italie du Nord, pour descendre jusqu'à Naples (terminus de la troisième étape), en passant par toutes les grandes villes de la péninsule. La moyenne horaire à respecter est strictement de 40 kilomètres, car il s'agit d'une épreuve de régularité. 
La majorité du parcours s'effectue sous de fortes pluies. Une seule voiture française atteint le terme du périple, une de Dion-Bouton, au parc aérostatique de l'Exposition universelle de Milan.
Outre Vincenzo Lancia premier sur F.I.A.T. 24-40 hp strictement de série, ses coéquipiers pour la marque Felice Nazzaro et Boschis terminent respectivement quatrième et cinquième. Le deuxième est Maggioni sur Züst SpA à sept secondes d'intervalle, le troisième Alessandro Cagno à dix secondes, sur Itala. Les voitures italiennes San Giorgio ont de plus obtenu les sixième et septième places, et Vincenzo Fraschini est huitième avec son Isotta Fraschini.
Outre sa Coupe d'Or, Lancia empoche 25000 francs. Le deuxième Maggioni est récompensé de 6000 francs et de la Coupe de l'AC Milan. F.I.A.T. gagne aussi la Coupe de la Ville de Milan, attribuée aux marques.